# Cynosciadium
Cynosciadium es un género  de plantas herbáceas perennifolias, originarias de Norteamérica y este de Asia, crece silvestre en lugares húmedos y sombríos.  Comprende 3 especies descritas.

## Taxonomía
El género fue descrito por Augustin Pyrame de Candolle y publicado en Collection de mémoires 5: 44. 1829. La especie tipo es: Cynosciadium digitatum DC.	

## Especies
A continuación se brinda un listado de las especies del género Cynosciadium aceptadas hasta septiembre de 2012, ordenadas alfabéticamente. Para cada una se indica el nombre binomial seguido del autor, abreviado según las convenciones y usos.
- Cynosciadium digitatum DC.
- Cynosciadium pinnatum DC.
- Cynosciadium pumilum (Engelm. & A.Gray) J.M.Coult. & Rose